# Medusanthera
Medusanthera é um género de plantas com flores pertencentes à família Stemonuraceae.
A sua distribuição nativa é da Tailândia ao Pacífico Ocidental.
Espécies:
- Medusanthera gracilis (King) Sleumer
- Medusanthera howardii Utteridge
- Medusanthera inaequalis Utteridge
- Medusanthera laxiflora (Miers) R.A.Howard
- Medusanthera malayana Utteridge
- Medusanthera megistocarpa Utteridge
- Medusanthera samoensis (Reinecke) R.A.Howard
- Medusanthera vitiensis Seem.